# Buford (Wyoming)
Buford és una comunitat no incorporada al comtat d'Albany, Wyoming, Estats Units. Es troba entre Laramie i Cheyenne a la carretera interestatal 80 . El seu darrer resident, que havia sigut l'únic resident del lloc durant gairebé dues dècades, en marxà l'any 2012. D'acord al cens del 2020 la comunitat era deshabitada. Buford es troba a les Muntanyes Laramie, entre els towns de Laramie i Cheyenne.

## Història
La localitat fou fundada el 1866. Un article del Chicago Tribune del 2012 afirmava que la localitat va començar com un lloc avançat militar durant la construcció del Ferrocarril Transcontinental, però entrà en declivi quan el fort es traslladà a Laramie. La localitat antigament havia arribat a tenir 2.001 habitants.
L'oficina de correus de Buford obrí l'agost de 1900, originalment constant al comtat de Laramie, però atribuïda al comtat d'Albany a partir de 1901. L'oficina de correus fou tancada l'1 de febrer de 1999 i el servei de correus es suspengué el 24 de juliol del 2004, havent-se de recollir el correu a l'oficina de Cheyenne.
Don Sammons es traslladà a Buford des de Califòrnia el 1980 amb la seva dona i el seu fill. El 1992 comprà la parcel·la, d'uns 10 acres (4.0 ha), que comprèn Buford, inclosa l'oficina de correus de Buford i la seva benzinera. Sammons fou l'oficial a càrrec de l'oficina de correus a partir de 1993, i el director des d'abril de 1994 fins que es tancà l'oficina de correus. Cap al 1995 la dona de Sammons va morir, i cap al 2008, el seu fill es traslladà. Quan Sammons va decidir mudar-se per estar més a prop del seu fill, va subhastar el lloc l'abril de 2012.

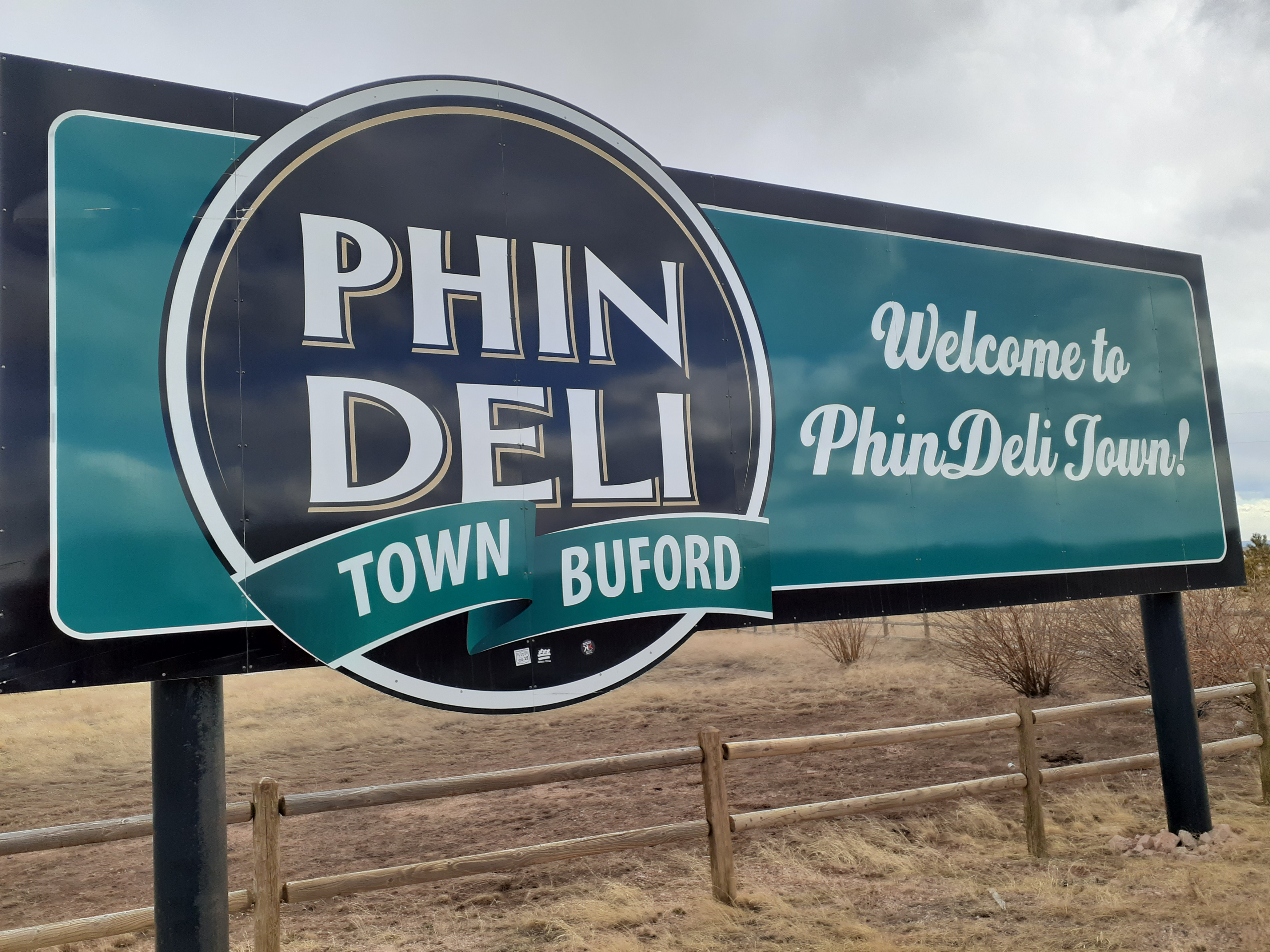
Cartell promocional

El town es subhastà el 5 d'abril de 2012, amb l'oferta més alta de 900.000 dòlars l'havien fet dos homes vietnamites dels quals, en aquell moment, no es revelà la identitat. Més tard, es va revelar que un d'aquests es deia Pham Dinh Nguyen. Els nous propietaris vengueren cafè de la marca "PhinDeli", importat de Vietnam, a la botiga de conveniència. El 2013 el nou propietari vietnamita canvià el nom del lloc com a "PhinDeli Town Buford". El setembre de 2017 el gerent dimití i la botiga tancà. El lloc web GasBuddy.com va indicar que la benzinera/mini-mercat de PhinDeli està funcionant i ho ha estat almenys des de l'agost de 2021. El 2024 el propietari anuncià la instal·lació d'un nou assortidor de combustible dièsel.